# Iskr
Iskr (bugarski: Искър) je rijeka u zapadnoj Bugarskoj. S 368 km je najduža rijeka koja teče samo u Bugarskoj. Površina porječja iznosi 8.646 km².
Iskr izvire na planini Rili, teče pored Sofije i prolazi dubokom sutjeskom kroz Staru planinu. Kao desna pritoka ulijeva se u Dunav kod sela Gigen u oblasti Plevenu.
Iskr nastaje spajanjem tri rijeke: Černi (hr. crni), Beli (hr. bijeli) i Levi (hr. lijevi) Iskr. Protiče kroz pet bugarskih oblasti: oblast Sofija, sofijsku oblast[dvostruki unos?], oblast Vraca, oblast Loveč i oblast Pleven. Duž njegovog toka izgrađen je niz akumulacijskih jezera i hidroelektrana. Koristi se i za navodnjavanje. Na Iskr ili u njegovoj blizini leži više gradova, među kojima su Samokov, Svoge, Mezdra i glavni grad države Sofija. Glavne pritoke rijeke Iskr su Palakarija, Stari Iskr, Blato, Iskrecka i Zlatna Panega.